# Người Circassia
Người Circassia (tiếng Adygea: Zaryadzheherer), cũng gọi bằng endonym của họ là Adyghe (tiếng Circassia: Адыгэхэр Adygekher, tiếng Nga: Ады́ги Adýgi), là một dân tộc Tây Bắc Kavkaz bản địa Circassia, nhiều người trong số họ bị chuyển nơi sinh sống trong quá trình xảy ra Cuộc chinh phạt của người Nga ở vùng Kavkaz vào thế kỷ 19, đặc biệt là sau Chiến tranh Nga-Circassia vào năm 1864. Người Circassia chủ yếu nói tiếng Circassia, một phương ngữ liên tục Tây Bắc Kavkaz với ba phương ngữ chính và nhiều phương ngữ phụ. Nhiều người Circassia cũng nói tiếng Thổ Nhĩ Kỳ, tiếng Nga, tiếng Anh, tiếng Ả Rập và tiếng Do Thái, đã bị Nga ép lưu vong đến vùng đất của Đế chế Ottoman, nơi phần lớn trong số họ ngày nay sống. Phần lớn người Circassia theo Hồi giáo Sunni.